# ينعم (السبرة)

تعديل مصدري - تعديل

ينعم محلة تابعة لقرية الدمينة، التابعة لعزلة عينان بمديرية السبرة إحدى مديريات محافظة إب في الجمهورية اليمنية.، بلغ تعداد سكانها 20 حسب تعداد اليمن لعام 2004.